# Asa Branca
Pour les articles homonymes, voir Branca.
Asa Branca est une chanson brésilienne créée par le duo Luiz Gonzaga et Humberto Teixeira (pt) et composée le 3 mars 1947.  
Elle fut d'abord chantée par Luiz Gonzaga, et ensuite par divers artistes (Fagner, Caetano Veloso, Elis Regina en duo avec Hermeto Pascoal, Geraldo Vandré, Baden Powell, Maria Bethânia, Gilberto Gil, Sylvia Perez Cruz, Toquinho, Gonzaguinha, Rosinha de Valença, etc.). 
Les paroles de la chanson portent sur l'intense sécheresse qui frappe le Nordeste brésilien, au point de faire migrer un oiseau, l'asa branca ("aile blanche" en français). 
Elle oblige également un homme à émigrer contre son gré, ce qu'il fait en promettant à son amour de revenir.
La version originelle a été enregistrée en baião (rythme mis en forme par Luiz Gonzaga) et est considérée comme l'hymne du Nordeste par les danseurs de forró.
paroles
Quando oiei' a terra ardendo / Qual fogueira de São João / Eu preguntei' a Deus do céu, uai / Por que tamanha judiação?
Eu preguntei' a Deus do céu, uai / Por que tamanha judiação? / Que braseiro, que fornaia’ / Nenhum pé de prantação'
Por farta' d'água perdi meu gado / Morreu de sede meu alazão / Por farta' d'água perdi meu gado / Morreu de sede meu alazão
Inté' mesmo a asa branca / Bateu asas do sertão / Entonce' eu disse: adeus, Rosinha / Guarda contigo meu coração
Entonce' eu disse: adeus, Rosinha / Guarda contigo meu coração / Hoje longe, muitas légua / Numa triste solidão
Espero a chuva cair de novo / Pra mim vortar' pro meu sertão / Espero a chuva cair de novo /Pra mim vortar' pro meu sertão
Quando o verde dos teus óio’ / Se espaiar' na prantação’ / Eu te asseguro, não chore, não, viu /Que eu vortarei', viu, meu coração
Eu te asseguro, não chore, não, viu / Que eu vortarei', viu, meu coração